# Karma (canción)
«Karma» es una canción de la cantante británica Marina. Se lanzó para descarga digital y transmisión como el cuarto sencillo del álbum Love + Fear el 29 de agosto de 2019 por Atlantic Records. Fue escrito por Marina, Ben Berger, Ryan McMahon, Ryan Rabin y Patterson. Una versión acústica de la canción aparece en la séptima obra extendida de Marina, Love + Fear (Acoustic) (2019).

## Antecedentes y lanzamiento
Para marcar una nueva era en su carrera, Marina declaró a través de Twitter en 2018 que quitaría el apodo de "and the Diamonds" de su nombre artístico para lanzar música simplemente como Marina (estilizada en mayúsculas ), y explicó que: "Se necesitó me bastante más de un año para darse cuenta de que una gran parte de mi identidad fue atado en quién era yo como artista ... y no quedaba mucho de lo que yo era". Tras el anuncio, lanzó «Baby» con Clean Bandit, su primer sencillo nuevo con su nuevo nombre. Ella anunció Love + Fear 14 de febrero de 2019, su cuarto álbum de estudio y el primero como Marina. La lista de canciones se reveló el mismo día, que reveló «Karma» como la duodécima pista del álbum.
Para su lanzamiento como sencillo, la canción se envió al distribuidor de música Spotify en los Estados Unidos para su transmisión el 29 de agosto de 2019, a través de Atlantic Records. El lanzamiento del sencillo de la canción usa la misma portada que Love + Fear.                            Marina grabó una versión acústica de «Karma» y apareció como la tercera pista de su sexto EP Love + Fear (Acoustic), lanzado el 13 de septiembre de 2019. La versión fue producida por el músico inglés Benjamin Fletcher.

## Promoción
Un video musical para la versión acústica de «Karma» fue lanzado al canal de YouTube de Marina el 25 de septiembre de 2019. El video es el último de los tres que se lanzarán para promocionar Love + Fear (Acoustic) y fue filmado durante la última semana. de agosto de 2019; fue precedido por las imágenes acústicas de «Superstar» y «True». Los tres videos fueron dirigidos por el fotógrafo estadounidense Nikko LaMere y producidos por AJR Films. El video musical muestra a Marina como un bufón en blanco y negro que baila y viste un "mono asimétrico con puños con volantes y [un] corsé brillante".

## Créditos y personal
Créditos adaptados de las notas del álbum.
- Marina Diamandis - voz
- Jack Patterson - productor, mezcla
- Mark Ralph - productor, guitarra, mandolina, mezcla, ukelele
- Tom AD Fuller - ingeniero
- Ross Fortune - ingeniero asistente
- Dave Kutch - masterización

## Historial de lanzamiento
| País   | Fecha                | Formato                     | Discográfica     | Ref   |
| ------ | -------------------- | --------------------------- | ---------------- | ----- |
| Varios | 29 de agosto de 2019 | Descarga digital, streaming | Atlantic Records | [ 1 ] |